# اسپرینگ ولی ویلیج (تگزاس)
اسپرینگ ولی ویلیج، تگزاس(به انگلیسی: Spring Valley Village, Texas) شهری در ایالت تگزاس از ایالات جنوبی ایالات متحده آمریکا است. در سرشماری سال ۲۰۰۰، جمعیت این شهر ۳۶۱۱ نفر اعلام شد.